# تچالویک (منطقه دچین)
تچالویک (منطقه دچین) (به چکی: Těchlovice (Děčín District)) یک ناحیه در جمهوری چک است که در ناحیه دسین واقع شده‌است.

## خصوصیات
تچالویک ۱۰٫۴۷ کیلومترمربع مساحت و ۵۱۲ نفر جمعیت دارد و ۱۴۵ متر بالاتر از سطح دریا واقع شده‌است.